# Byron Krieger
Byron Lester Krieger (Detroit, 20 luglio 1920 – Boca Raton, 9 novembre 2015) è stato uno schermidore statunitense.

## Biografia
Ha partecipato ai Giochi della XV Olimpiade di Helsinki nel 1952 ed ai Giochi della XVI Olimpiade di Melbourne nel 1956.

## Palmarès
In carriera ha conseguito i seguenti risultati:
- Giochi Panamericani:

Buenos Aires 1951: oro nella sciabola a squadre, oro nel fioretto a squadre ed argento nella spada a squadre.